# Prospect (Nova York)
Prospect és una població dels Estats Units a l'estat de Nova York. Segons el cens del 2000 tenia 330 habitants.

## Demografia
Segons el cens del 2000, Prospect tenia 330 habitants, 123 habitatges, i 87 famílies. La densitat de població era de 637,1 habitants per km².
Dels 123 habitatges en un 39% hi vivien nens de menys de 18 anys, en un 50,4% hi vivien parelles casades, en un 14,6% dones solteres, i en un 28,5% no eren unitats familiars. En el 23,6% dels habitatges hi vivien persones soles el 10,6% de les quals corresponia a persones de 65 anys o més que vivien soles. El nombre mitjà de persones vivint en cada habitatge era de 2,68 i el nombre mitjà de persones que vivien en cada família era de 3,18.
Per edats la població es repartia de la següent manera: un 0% tenia menys de 18 anys, un 6,7% entre 18 i 24, un 31,8% entre 25 i 44, un 21,8% de 45 a 60 i un 10,3% 65 anys o més.
L'edat mediana era de 36 anys. Per cada 100 dones de 18 o més anys hi havia 95,8 homes.
Entorn del 3,4% de les famílies i el 5,4% de la població estaven per davall del llindar de pobresa.